# Alan Kalter
Alan Kalter, född 21 mars 1943 i New York, död 4 oktober 2021 i Stamford, Connecticut, var en amerikansk TV-medarbetare som var annonsör hos The Late Show with David Letterman sedan 5 september 1995. Han var också med i flera så kallade "skits" (sketchliknande sidoinslag) i samma TV-show. Kalter brukade ofta få en liten stund för att berätta nånting och det slutar vanligtvis med att han kommer in på något explicit och snuskigt, varpå han blir hejdad av David Letterman. I showen kallar sig Kalter ofta för "Big Red" och "TV's Uncle Jerry". Kalter påannonserar aldrig Letterman på samma sätt två gånger. Han börjar dock alltid med frasen From New York, the greatest city in the world, it's the Late Show with David Letterman, varpå han sedan annonserar kvällens gäster följt av The CBS Orchestra, och sen följer annonseringen av Letterman. En variant är: ... and now, the biggest whore in television history: David Letterman.